# Sophiropsis
Sophiropsis är ett släkte av tvåvingar. Sophiropsis ingår i familjen borrflugor.
Kladogram enligt Catalogue of Life:
| Sophiropsis | \| \| Sophiropsis calcarata \| \| \| \| \| \| Sophiropsis improbata \| \| \| \| |
|             | \| \| Sophiropsis calcarata \| \| \| \| \| \| Sophiropsis improbata \| \| \| \| |
|             | Sophiropsis calcarata                                                           |
|             |                                                                                 |
|             | Sophiropsis improbata                                                           |
|             |                                                                                 |